# غلستانة (كاشان)
غلستانة هي قرية في مقاطعة كاشان، إيران. يقدر عدد سكانها بـ 0 نسمة بحسب إحصاء 2016.